# Abdou Manzo
Abdou Manzo (* 1959) ist ein ehemaliger nigrischer Leichtathlet, der sich auf den Marathonlauf spezialisiert hatte.

## Biografie
Abdou Manzo nahm an den Olympischen Spielen 1988, 1992 und 1996 jeweils im Marathonlauf an. 1996 war er Fahnenträger der nigrischen Mannschaft bei der Eröffnungsfeier.